# Rick Carey
Pour les articles homonymes, voir Carey.
Richard John Carey dit Rick Carey (né le 13 mars 1963 à Mount Kisco) est un nageur américain spécialiste des épreuves de dos crawlé.

## Biographie
Rick Carey est sélectionné dans l'équipe des États-Unis afin de participer aux Jeux olympiques d'été de 1980 à Moscou et de faire, ainsi, ses débuts internationaux. Cependant, en raison de l'invasion de l'Afghanistan par l'Union soviétique, les États-Unis et de nombreux pays pro-occidentaux boycottent ces Jeux.
En 1982, il est champion du monde de l'épreuve du 200 m dos et du relais 4 × 100 m 4 nages avec l'équipe américaine et vice-champion du monde de l'épreuve du 100 m dos.
En 1983, le mensuel Swimming World Magazine lui décerne le titre de nageur de l'année.
Lors de ses 1ers Jeux olympiques, en 1984, il remporte trois médailles d'or.
Lors de sa carrière sportive, qu'il abandonne en 1986, il a battu neuf records du monde, 5 individuels et 4 avec l'équipe américaine du relais 4 × 100 m 4 nages.

## Palmarès

### Jeux olympiques
- Jeux olympiques de 1984 à Los Angeles (États-Unis) :
  -  Médaille d'or du 100 m dos (55 s 79).
  -  Médaille d'or du 200 m dos (2 min 0 s 23).
  -  Médaille d'or au titre du relais 4 × 100 m quatre nages (3 min 39 s 30).

### Championnats du monde
- Championnats du monde 1982 à Guayaquil (Équateur) :	
  -  Médaille d'or du 200 m dos (2 min 0 s 82).
  -  Médaille d'or au titre du relais 4 × 100 m quatre nages  (3 min 40 s 84).
  -  Médaille d'argent du 100 m dos (56 s 04).

### Championnats pan-pacifiques
- Championnats pan-pacifiques 1985 à Tokyo (Japon) :
  -  Médaille d'or du 100 m dos.
  -  Médaille d'or du 200 m dos.
  -  Médaille d'or au titre du relais 4 × 100 m quatre nages.

### Jeux panaméricains
- Jeux panaméricains de 1983 à Caracas (Venezuela) :
  -  Médaille d'or du 100 m dos.
  -  Médaille d'or du 200 m dos.
  -  Médaille d'or au titre du relais 4 × 100 m quatre nages.

## Records

### Record du monde du 100 m dos
- 55 s 44 le 6 août 1983 à Clovis (Californie)
- 55 s 38 le 6 août 1983 à Clovis (Californie)
- 55 s 19 le 21 août 1983 à Caracas

### Record du monde du 200 m dos
- 1 min 58 s 93 le 3 août 1983 à Clovis (Californie)
- 1 min 58 s 86 le 27 juin 1984 à Indianapolis

### Record du monde du relais 4 × 100 m 4 nages
- 3 min 40 s 84 le 8 août 1982 à Guayaquil
- 3 min 40 s 42 le 22 août 1983 à Caracas
- 3 min 39 s 30 le 4 août 1984 à Los Angeles
- 3 min 38 s 28 le 18 août 1985 à Tokyo